# Nevenka Petrić

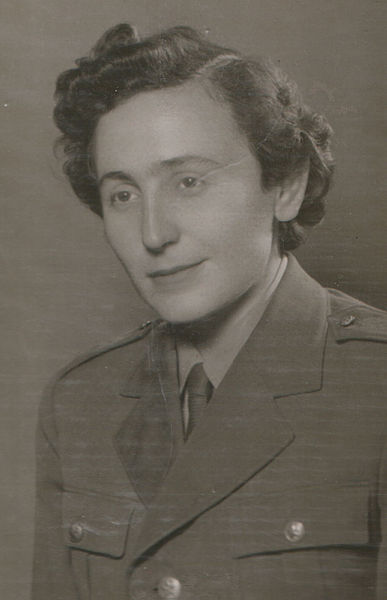
Petrić w czasie wojny (1945)

Nevenka Petrić (ur. 11 marca 1927 w Maslovare, zm. 27 grudnia 2015 w Belgradzie) – serbska pisarka, poetka i ekspert w dziedzinie planowania rodziny i relacji między płciami, komunistka, uczestniczka II wojny światowej.

## Życiorys

### Dzieciństwo
Petrić urodziła się 11 marca 1927 roku w Maslovare (wówczas Królestwo Serbów, Chorwatów i Słoweńców, obecnie Republika Serbska). Po ukończeniu szkoły podstawowej uczyła się w Obywatelskiej Szkole dla Dziewcząt w Banja Luce, ale w dniu inwazji na Jugosławię w dniu 6 kwietnia 1941 r. wszystkie szkoły w Jugosławii przestały funkcjonować, aż do czasu wyzwolenia w 1945, dlatego też edukacja Nevenki została przerwana. Cała rodzina Nevedy dołączyła do partyzantów w 1941, w tym ona sama, mając 14 lat.

### II wojna światowa
Podczas wojny wyzwoleńczej w Jugosławii (1941–1945) była bojowniczką przeciwko niemieckim okupantom i kolaborantom, a po niedługim czasie stała się młodym przywódcą jej oddziału, batalionu, jednostki, a później dzielnicy Banja Luka. Aktywnie angażowała się w tworzenie antyfaszystowskich organizacji młodzieżowych zarówno na terytoriach wolnych, jak i okupowanych, wśród ludności cywilnej i armii.
Na Pierwszej Powiatowej Konferencji Młodej Komunistycznej Ligi Jugosławii w okręgu Banja Luka Nevenka została wybrana na pierwszego prezydenta sojuszu młodzieży USAOJ (Zjednoczony sojusz antyfaszystowskiej młodzieży Jugosławii) na okręg Banja Luka. Po pewnym czasie, na Powiatowej Konferencji Młodzieży Centralnej Bośni, która odbyła się w Teslić we wrześniu 1944. Została również wybrana na prezydenta młodzieży (USAOJ) na cały kraj. Był to początek jej politycznego zaangażowania.

### Edukacja
Petrić ukończyła studia na Wydziale Filozoficznym Uniwersytetu w Belgradzie w 1963 roku jako student w niepełnym wymiarze godzin. W 1987 obroniła doktorat na Wydziale Filozofii Uniwersytetu w Sarajewie, przedstawiając pracę na temat wolności człowieka, narodzin i samorządności.

### Po wyzwoleniu
Natychmiast po wyzwoleniu wiosną 1945 r. została skierowana do pracy w wyzwolonym mieście Banja Luka. W 1949 r. została powołana na sekretarza organizacyjnego, a po 1950 Przewodniczącego Okręgowego Komitetu Młodzieży Ludowej na Bośniacką Krajinę. Podczas służby na tym stanowisku została wysłana do Wyższej Szkoły Politycznej w Belgradzie (1951–1954), które ukończyła z wyróżnieniem. W 1954 roku wróciła do Banja Luki i została mianowana głównym urzędnikiem ds. Zdrowia i Polityki Społecznej w Radzie Miasta Banja Luka. W 1956 pracowała jako dyrektor naczelny ds. Zdrowia i polityki społecznej w Starim Gradzie. W 1967 r. została wybrana na wiceprzewodniczącą Rady Planowania Rodziny w Jugosławii. Była dyrektorem międzynarodowego kursu ONZ ds. humanizacji relacji między płciami i odpowiedzialnym rodzicielstwem w latach 1982–1992.
Była również ekspertką Funduszu Ludnościowego Narodów Zjednoczonych od 1982 do 1992 roku. W tym charakterze była czasami zaangażowana w realizację niektórych projektów naukowych i badawczych w Indiach, Indonezji, Grecji, Rumunii i innych krajach.
Zmarła 27 grudnia 2015 roku w Belgradzie.

### Pisma naukowe
Opublikowała trzynaście książek o tematyce naukowej wyuczonej na uniwersytetach, a także trzy książki po angielsku. Ponadto Petrić była współautorem 21 publikacji (12 w języku serbskim, po jednym w języku macedońskim i po angielsku), a także licznych opracowań i artykułów w językach serbskim i obcym.

### Poezja
Jest autorką czterech tomików, m.in. "Szukałem promyka światła z moimi oczami" (1993) czy "Kropla rosy na kwiatku" (1996).